# Fotometria (òptica)
|  | Per a altres significats, vegeu «Fotometria». |

La fotometria és la ciència que s'encarrega de la mesura de la llum com a brillantor percebuda per l'ull humà. És a dir estudia la capacitat que té la radiació electromagnètica d'estimular el sistema visual. No s'ha de confondre amb la radiometria, que s'encarrega de la mesura de l'energia radiant (incloent la llum) en termes de potència absoluta. A la fotometria moderna, la força radiant a cada longitud d'ona es mesura amb la funció de lluminositat que presenta la sensibilitat humana a la brillantor. Típicament, aquesta funció de mesura és la sensibilitat fotòpica, encara que la funció escotòpica o altres funcions poden aplicar-se de la mateixa forma.

## L'ull humà i la fotometria

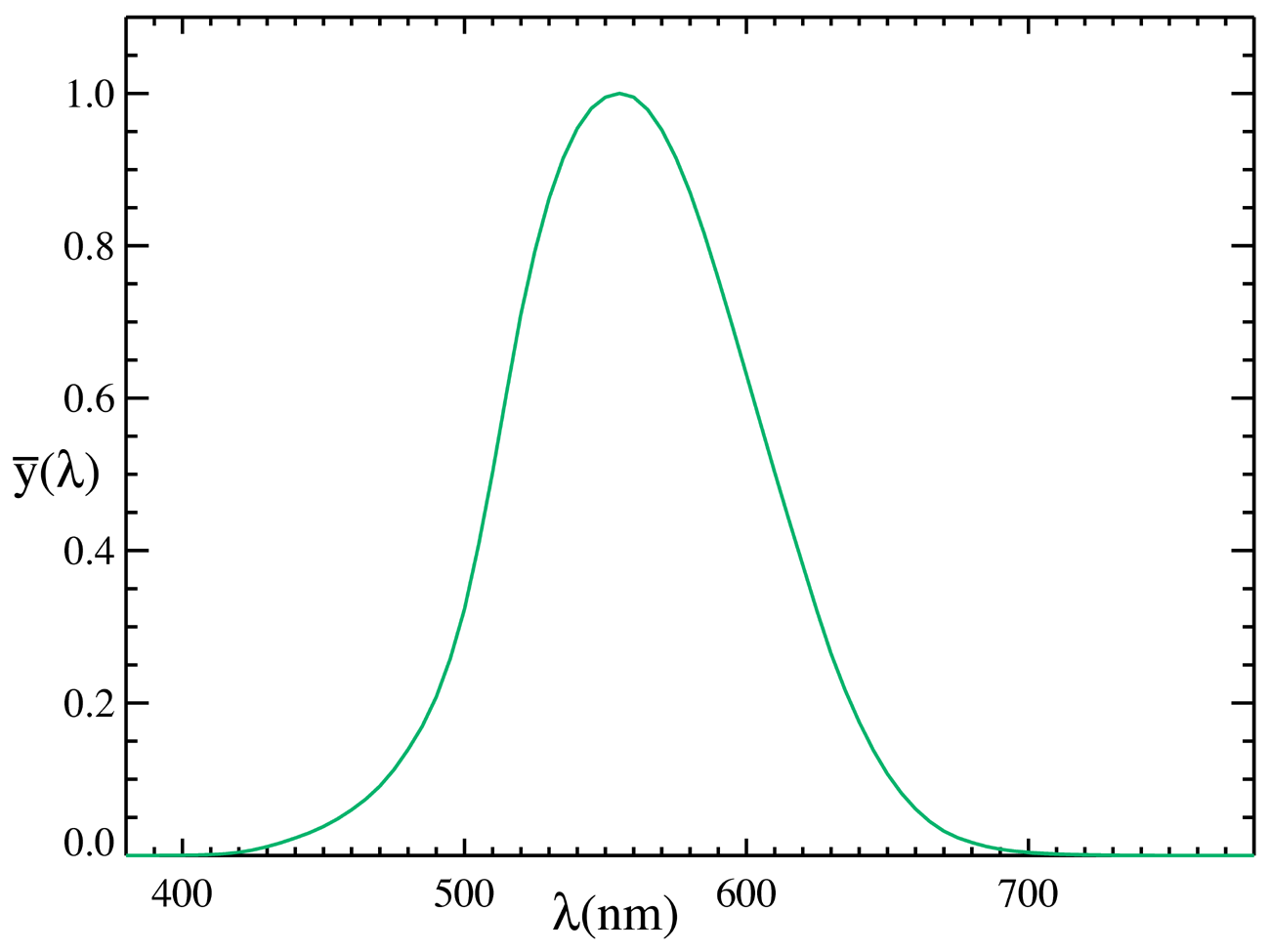
Funció de lluminositat fotòpica, CIE (1931). Mostra la sensibilitat relativa de l'ull a les diverses longituds d'ona (eix horitzontal, en nm).

L'ull humà no té la mateixa sensibilitat per a totes les longituds d'ona que formen l'espectre visible. La fotometria introdueix aquest fet ponderant les diferents magnituds radiomètriques mesurades per a cada longitud d'ona per un factor que representa la sensibilitat de l'ull per a aquesta longitud. La funció que introdueix aquests pesos es denomina funció de lluminositat espectral o eficiència lluminosa relativa d'un ull model, que se sol denotar com {\displaystyle \scriptstyle {V_{\lambda }}}, {\displaystyle \scriptstyle {V(\lambda )}} o {\displaystyle \scriptstyle {{\bar {y}}(\lambda )}} (aquest model o observador estàndard és molt similar als de la colorimetria). Aquesta funció és diferent depenent que l'ull estigui adaptat a condicions de bona il·luminació (visió fotòpica) o de mala (visió escotòpica). Així, en condicions fotòpiques, la corba assoleix el seu pic per a 555 nm, mentre que en condiciones escotòpiques ho fa per a 507 nm combinant alguns nm es formen altres colors com el groc combinació de vermell i verd, les quals són diferents nm i si s'ajunten els formen. Hi ha alguns animals que no poden veure aquestes tonalitats, com els esquirols o els gossos, que veuen blanc i negre per a l'ull humà, però pot ser que els seus ulls vegin diferents tonalitats que l'ull humà no coneix.

## Relació amb la radiometria
Considerem, per exemple, la magnitud radiomètrica de l'energia radiant, {\displaystyle \scriptstyle {Q_{E}}}, que descriu l'energia total mesurada per un detector "físic" davant la presència de radiació eletromagnètica. Interessa obtenir una mesura de la quantitat de llum que seria percebuda per l'ull humà: quantitat de llum, {\displaystyle \scriptstyle {Q_{V}}}. Per això, s'hauria de conèixer l'energia radiant corresponent a cada longitud d'ona, multiplicar pels valors corresponents de la funció de lluminositat i integrar a totes les longituds d'ona:
{\displaystyle Q_{V}=K\int _{visible}^{\ }Q_{E}(\lambda )V(\lambda )\,d\lambda }
L'energia radiant espectral, {\displaystyle \scriptstyle {Q_{E}(\lambda )}}, es mesura en el SI en unitats de J/m. En canvi, {\displaystyle \scriptstyle {Q_{V}}} es mesura en lm·s. La constant K pren el valor de 683 lm/W en condicions fotòpiques i de 1700 lm/W per a condicions escotòpiques.

### Eficiència lluminosa
L'eficiència lluminosa d'una radiació es defineix como el quocient entre una magnitud fotomètrica d'aquesta, por exemple {\displaystyle \scriptstyle {Q_{V}}}, i la corresponent magnitud radiomètrica, en aquest cas {\displaystyle \scriptstyle {Q_{E}}}. Així:
{\displaystyle K_{r}={\frac {Q_{V}}{Q_{E}}}=K{\frac {\int _{visible}^{\ }Q_{E}(\lambda )V(\lambda )\,d\lambda }{\int _{0}^{\infty \ }\ Q_{E}(\lambda )\,d\lambda }}\left({\frac {lm}{W}}\right)}
Per exemple, l'eficiència lluminosa d'un làser infraroig seria igual a 0 lm/W, mentre que la de llum monocromàtica a 555 nm seria de 683 lm/W (per a aquest cas, {\displaystyle \scriptstyle {K_{r}=K}}).

## Principals magnituds fotomètriques
La següent taula recull les principals magnituds fotomètriques, la seva unitat de mesura i la magnitud radiomètrica associada:
| Magnitud             | Símbol | Unitat del SI             | abeura. | Notes                                                          |
| -------------------- | ------ | ------------------------- | ------- | -------------------------------------------------------------- |
| Energia lluminosa    | Q v    | lumen segon               | lm·s    | A vegades es fa servir la denominació Talbot, aliena al SI     |
| Flux lluminós        | F      | lumen (= cd·sr)           | lm      | Mesura de la potència lluminosa percebuda                      |
| Intensitat lluminosa | I v    | candela (= lm/sr)         | cd      | Una Unitat bàsica del SI                                       |
| Luminància           | L v    | candela per metre quadrat | cd/m 2  | A vegades es fa servir la denominació nit, aliena al SI        |
| Il·luminació         | E v    | lux (= lm/m 2 )           | lx      | Usat per mesurar la incidència de la llum sobre una superfície |
| Emitància lluminosa  | M v    | lux (= lm/m 2 )           | lx      | Usat per mesurar la llum emesa per una superfície              |
| Eficàcia lluminosa   |        | lumen per watt            | lm/W    | Raó entre flux lluminós i flux radiant                         |

La candela és una unitat bàsica del SI. Les restants unitats fotomètriques es poden derivar d'unitats bàsiques.